# Jugoslavija, moja dežela
Jugoslavija, moja dežela  je drugi roman slovenskega režiserja, scenarista, kolumnista, pesnika in pisatelja Gorana Vojnovića. Knjiga je izšla pri Študentski založbi leta 2012, v zbirki Beletrina.

## Vsebina
Vladan Borojević preko interneta ugotovi, da je njegov oče Nedeljko Borojević, nekdanji oficir prav tako nekdanje JLA (Jugoslovanske ljudske armade) živ in ga iščejo zaradi vojnih zločinov, ki so se zgodili na območju nekdanje Jugoslavije. Pretresen zaradi odkritja naveže stik s svojo mamo Dušo, ki mu je pred leti, ko sta s sinom začela novo življenje v Sloveniji rekla, da je njegov oče umrl na fronti. Duša mu pove, da se ji njegov oče ni oglasil že tri leta, ker se skriva, da ga ne bi izročili haškemu sodišču. Vladan se odpravi iskat svojega očeta, pri tem pa se spominja svojega srečnega otroštva, ki ga je kot otrok preživljal s svojim očetom in mamo v Pulju. Oče je bil oficir JLA. Njegova družina je brezskrbno živela do leta 1991, ko je oče, zaradi zaostrenih razmer v SFRJ, dobil premestitev in se je s svojo družino moral preseliti v Beograd, kjer ga ni čakalo vojaško stanovanje ampak soba v Hotelu Bristol. Ker vojska ni mogla priskrbeti stanovanja, je Nedeljko poslal svojega sina in ženo Dušo v Novi Sad k svojim sorodnikom. Tako sta Duša in Vladan živela kot begunca pri daljnih sorodnikih v majhnem stanovanju, ki je bilo že ob njunem prihodu polno. Nedeljko se je oglasil samo še po telefonu in povprašal kako sta kaj. Nenadoma se je mama Duša odločila, da tako več ne gre in se bo vrnila v Slovenijo, k svojim staršem, čeprav se z njimi ni razumela. Tako sta Duša in Vladan odšla v Slovenijo, kjer sta morala sama znova zaživeti. Z razpadom SFRJ pa se je začel tudi razpad odnosov v družini Borojević. Sedemnajst let kasneje, ko Vladan išče svojega očeta po Balkanu, se mu v glavi odvijajo spomini, ki se prepletajo s takratnimi čustvi doživetji in današnjimi občutki in čustvi.

## Interpretacije
V knjigi srečamo junaka, ki se sooča s svojimi življenjskimi travmami, ki so posledica njegovega otroštva. Ko potuje po Balkanu in išče svojega očeta, se odvija tudi imaginarno potovanje skozi njegovo življenje. Iskanje resnice in očeta ga pripelje do odkrivanja samega sebe, ki se srečuje z dilemami, ki so povezane z odnosi v družbi in družini, zlom, vojno, usodo, sprejemanjem odgovornosti za dejanja, ki so ti jih naložili tvoji starši.